# أنابيل تعود للديار
أنابيل تعود للديار (بالإنجليزية: Annabelle Comes Home)‏ هو فيلم رعب خارق للطبيعة أمريكي مبني على أسطورة الدمية أنابيل. العمل تكملة لفيلمي أنابيل (2014) وآنابيل: التكوين (2017) وهو أيضاً الإصدار السابع ضمن عالم الشعوذة السينمائي.
الفيلم من إخراج وكتابة غاري دوبرمان، وقصة مشتركة لغاري دوبرمان وجيمس وان، وإنتاج مشترك بين جيمس وان وبيتر سافران. يعد الفيلم أول عمل سينيمائي يقوم غاري دوبرمان بإخراجه. الفيلم من بطولة مكينا جريس، ماديسون إيسمان، ستيفن بلاكهارت، إضافة إلى باتريك ويلسون وفيرا فارميغا بدور إد وارن ولورين وارن على التوالي.
عُرض الفيلم لأول مرة في الولايات المتحدة في 26 يونيو 2019. تلقى الفيلم مراجعات متباينة من النقاد، فيما جنى إيرادات بقيمة 228.8 مليون دولار أمريكي مقابل ميزانية إنتاج تتراوح ما بين 27 و32 مليون دولار.

## القصة
يعقد (إد وارن) و(لورين وارن) العزم على منع أنابيل من إحداث المزيد من الخراب، فيجلبا الدمية المملوكة وقاما بوضعها في غرفة القطع الأثرية المغلقة في منزلهما، خلف الزجاج المقدس، لكن ليلة رهيبة من الرعب تبدأ عندما تقوم أنابيل بإيقاظ الأرواح الشريرة في الغرفة، والتي وضعت جميع الأنظار على هدف جديد هو ابنة وارن البالغة من العمر عشر سنوات، الفتاة (جودي)، وأصدقائها.

## الممثلون والشخصيات
- مكينا جريس بدور جودي وارن.
- ماديسون إيسمان بدور ماري إلين.
- باتريك ويلسون بدور إد وارن.
- فيرا فارميغا بدور لورين وارن.
- ستيفن بلاكهارت بدور توماس .

## شباك التذاكر
اعتبارًا من 26 أغسطس 2019، بلغ إجمالي عائدات أنابيل تعود للديار 72.7 مليون دولار في الولايات المتحدة وكندا، و 150.1 مليون دولار في باقي مناطق العالم، ليصبح ما جناه الفيلم في جميع أنحاء العالم 222.8 مليون دولار.
في الولايات المتحدة وكندا، كان من المتوقع أن يبلغ إجمالي إيرادات الفيلم 30-35 مليون دولار من 3587 مسارح على مدار أيامه الخمسة الأولى. حقق الفيلم 7.2 مليون دولار في يومه الأول، يوم الأربعاء، بما في ذلك 3.5 مليون دولار من مشاهدات ليلة الثلاثاء، وهو ثالث أفضل إجمالي إيرادات لأي فيلم من سلسلة الشعوذة. فيما حصل بعد ذلك على 3.6 مليون دولار في اليوم الثاني من صدوره ليبلغ إجمالي اليومين الأوليين 10.8 مليون دولار. حقق الفيلم بداية بلغت 20.3 مليون دولار (أي ما مجموعه 31.2 مليون دولار خلال 5 أيام)، ليحتل بذلك المرتبة الثانية في شباك التذاكر، وراء فيلم حكاية لعبة 4، وتمثل هاته الإيرادات أدنى بداية لأي فيلم من سلسلة الشعوذة في شباك التذاكر الأمريكية. في نهاية الأسبوع الثاني، انخفضت إيرادات الفيلم بنسبة 52٪ حيث حقق 9.8 مليون دولار فقط، ليأتي في المركز الخامس في شباك التذاكر ذلك ألأسبوع.

## الاستقبال النقدي
حظي الفيلم بمراجعات متباينة من النقاد، حيث حصل على موقع الطماطم الفاسدة على نسبة إقبال بلغت 65% بناء على 187 مراجعة بمعدل 5.84/10. أما على موقع ميتاكريتيك فقد حصل الفيلم على معدل 53 من مئة بناء على 35 مراجعة.

## وصلات خارجية
- أنابيل تعود للديار على موقع IMDb (الإنجليزية)
- أنابيل تعود للديار على موقع ميتاكريتيك (الإنجليزية)
- أنابيل تعود للديار على موقع روتن توميتوز (الإنجليزية)
- أنابيل تعود للديار على موقع ألو سيني (الفرنسية)
- أنابيل تعود للديار على موقع أول موفي (الإنجليزية)
- أنابيل تعود للديار على موقع بوكس أوفيس موجو (الإنجليزية)
- أنابيل تعود للديار على موقع فيلمافينيتي (الإسبانية)
- أنابيل تعود للديار على موقع قاعدة بيانات الفيلم (الإنجليزية)
- أنابيل تعود للديار على موقع ليتربوكسد (الإنجليزية)
- أنابيل تعود للديار على موقع كينوبويسك (الروسية)